# Festival de Antofagasta
Le Festival de Antofagasta est un festival musical ayant lieu au Chili chaque année en février, pendant une durée de 3 jours.
Il existe depuis 2009. Le Festival de Antofagasta est le festival dans la ville de Antofagasta.

## Présentateurs
| Éditions | Éditions | Présentateurs                          | Télédiffuseur                                   | Radiodiffuseur                                        | Lieu                            |
| -------- | -------- | -------------------------------------- | ----------------------------------------------- | ----------------------------------------------------- | ------------------------------- |
| 1re      | 2009     |                                        | Antofagasta TV                                  |                                                       | Sitio Cero                      |
| 2e       | 2010     | Antonio Vodanovic                      | Antofagasta TV                                  |                                                       | Sitio Cero                      |
| 3e       | 2011     | Sergio Lagos et Mey Santa María        | Antofagasta TV                                  |                                                       | Sitio Cero                      |
| 4e       | 2012     | Nicole et Sergio Lagos                 | Antofagasta TV, Digital Channel, VLP Televisión | Máxima FM, Radio Carnaval, Radio Madero, Radio Centro | Sitio Cero et Sitio Uno         |
| 5e       | 2013     | Karen Doggenweiler et Julián Elfenbein | TVN                                             |                                                       | Sitio Cero                      |
| 6e       | 2014     | Karen Doggenweiler et Julián Elfenbein | TVN                                             | Cooperativa                                           | Sitio Cero et Sitio Uno         |
| 7e       | 2015     | Tonka Tomicic et Martín Cárcamo        | Canal 13                                        | Cooperativa                                           | Ruinas de Huanchaca             |
| 8e       | 2016     |                                        |                                                 |                                                       | Stade Regional Calvo y Bascuñán |